# 1960年オランダグランプリ
1960年オランダグランプリ (IX Grote Prijs van Nederland) は、1960年のF1世界選手権第4戦として、1960年6月6日にザントフォールト・サーキットで開催された。
レース中、ダン・ガーニーのマシンがブレーキトラブルのためタルザン・コーナーでコースアウトして事故が発生、観客2人が死亡した。この観客は立ち入りが禁止されている区域にいた。

## レース概要

### 背景

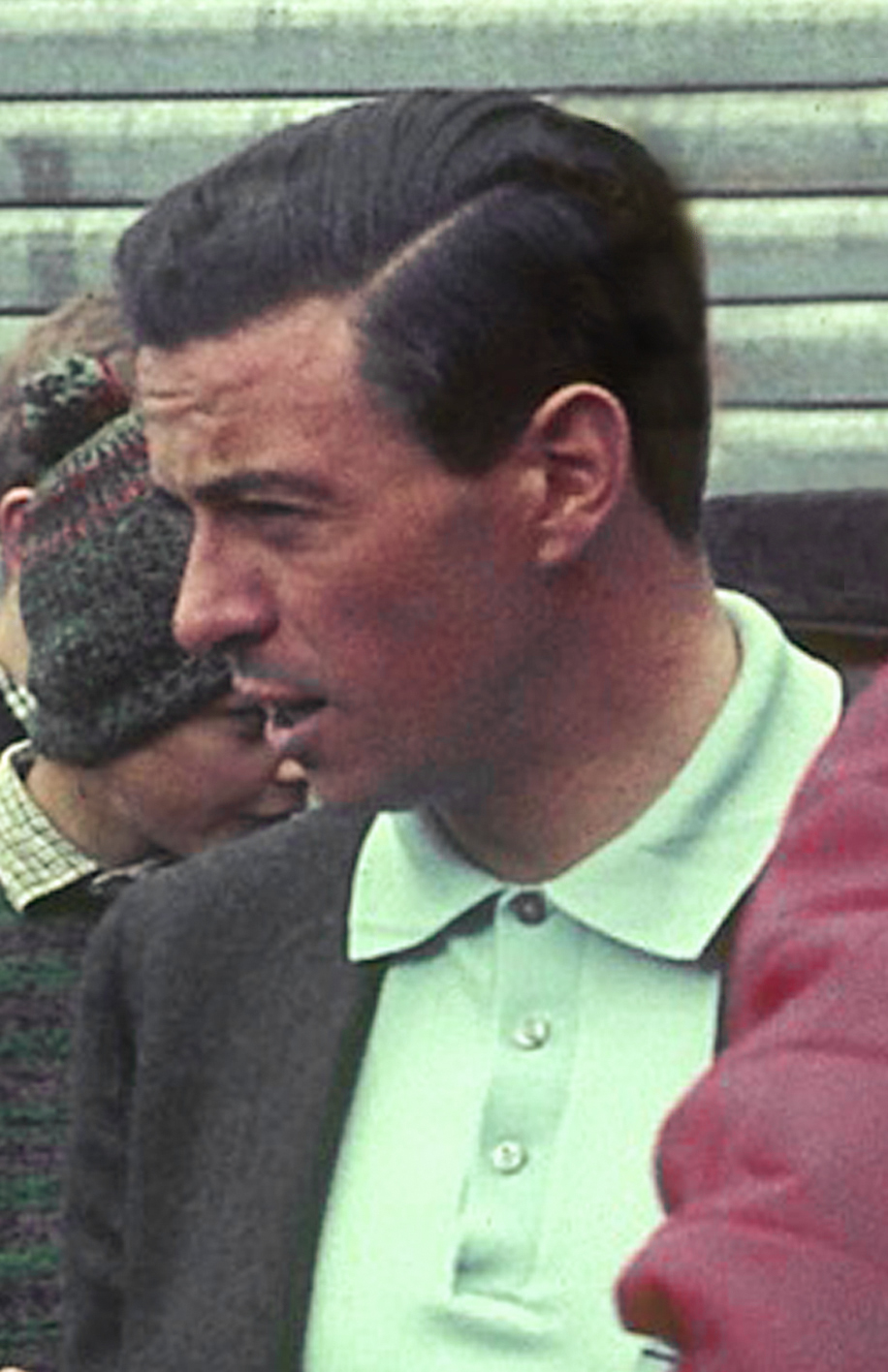
ジム・クラークのデビュー戦であった。（写真は1966年）

モナコグランプリでの大事故でクリフ・アリソンがシリーズから撤退し、フェラーリが本グランプリに投入したのは3台のみであった。フィル・ヒルとリッチー・ギンサーはディーノ・246F1をドライブし、ヴォルフガング・フォン・トリップスはリアエンジン駆動のディーノ・246Pをドライブしたが、これは今まで使用されたことの無いマシンであった。チーム・ロータスもレギュラードライバーのイネス・アイルランド、アラン・ステイシーに加えて、ジム・クラークが起用され3台体制となった。クラークは本グランプリがデビュー戦となり、その後1963年と65年にタイトルを獲得、その他にも多くの記録を達成し、60年代最も成功したドライバーの1人となった。
クーパーとBRMは前戦と代わらぬ体制で参戦した。スカラブもランス・リヴェントロウとチャック・デイの2台体制であった。アストンマーティンはシーズンの序盤2戦を欠場し、本GPが初戦となり、ロイ・サルヴァドーリがアストンマーティン・DBR4をドライブした。他のプライベーターはクーパー・T51およびロータス・18で参戦した。スターリング・モスはRRCウォーカー・レーシングからロータス・18をドライブし、ヨーマン・クレジット・レーシングチームはクーパー・T51をクリス・ブリストウ、トニー・ブルックスとヘンリー・テイラーに託した。テイラーは今シーズン初のレースであった。また、スクーデリア・セントロ・スッドはモーリス・トランティニアンとマステン・グレゴリーの2台体制で参加した。カレル・ゴダン・ド・ボーフォールはエキュリー・マールスベルゲンからクーパー・T51で参戦したが、彼にとっては今シーズン唯一の参加であった。
ドライバーズランキングはブルース・マクラーレンがスターリング・モス、ジム・ラスマンを抑えてリードしていた。ラスマンは1960年のインディ500で優勝していたが、他のレースには参加しておらず、マクラーレンのチームメイトで前年チャンピオンのジャック・ブラバムは開幕戦でノーポイントに終わっていた。コンストラクターズランキングではクーパーがトップに立ち、フェラーリ、ロータス、BRMがこれに続いた。

### 予選
モスは最速タイムを記録し、6回目のポールポジションを獲得した。2位は0.2秒差でブラバムが続いた。3位にはアイルランドが入り、3台のBRM、ヨー・ボニエ、グラハム・ヒル、ダン・ガーニーを抑えた。グリッド中団はクーパーとロータスが分け合った。ブリストウがステーシー、マクラーレン、ブルックスを抑えて7位に入る。クラークはデビュー戦を11番グリッドからスタートすることとなった。唯一のフロントエンジン車となったフェラーリは後方に沈み、ギンサーはポールタイムから3秒遅れと、フロントエンジン車の時代が終わったことを示した。
予選後にいくつかのチームとドライバーが賞金について主催者と口論になった。この論争はスカラブ、アストンマーティンとマステン・グレゴリーに影響を与えた。

### 決勝

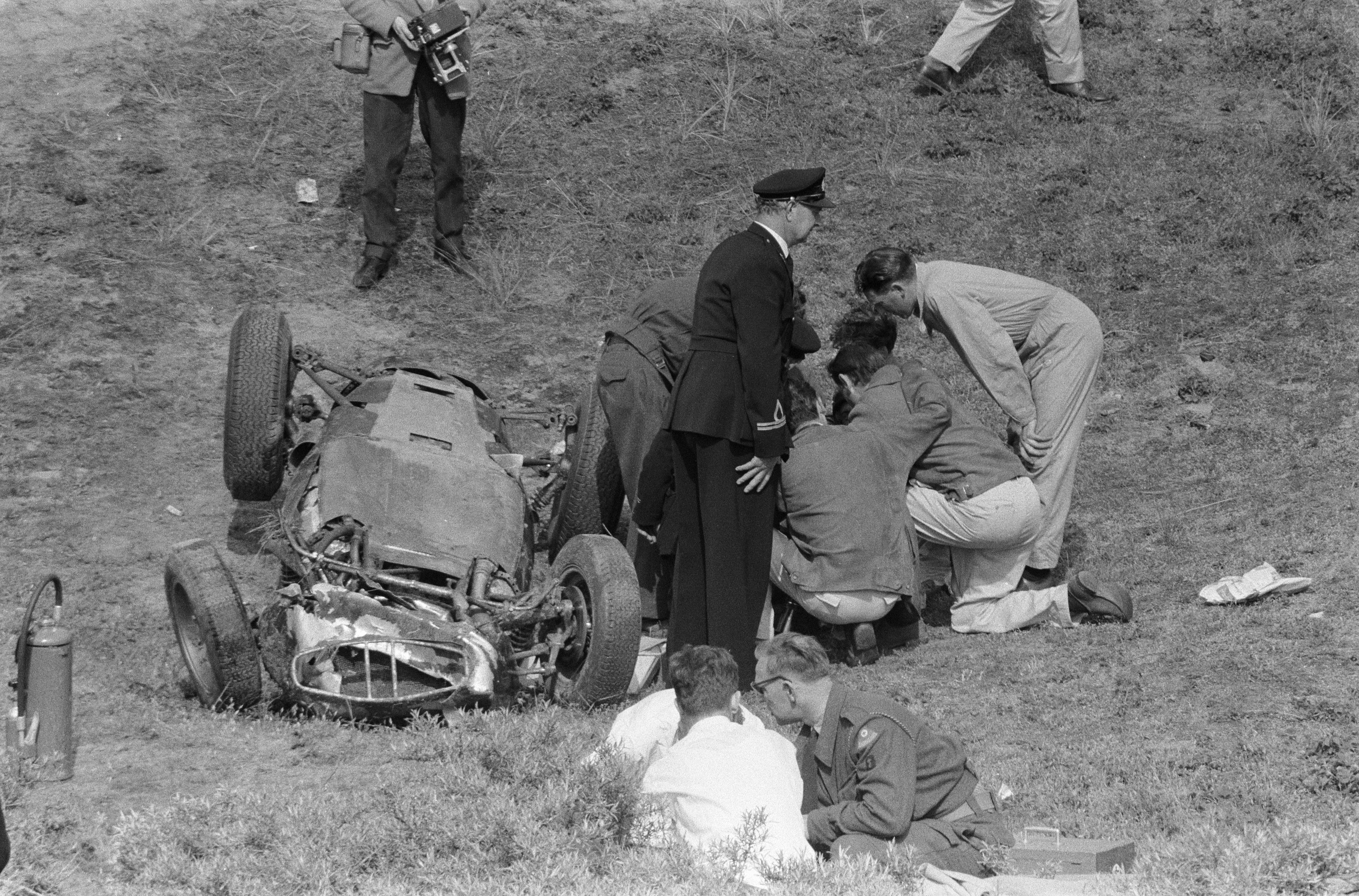
ダン・ガーニーの事故。

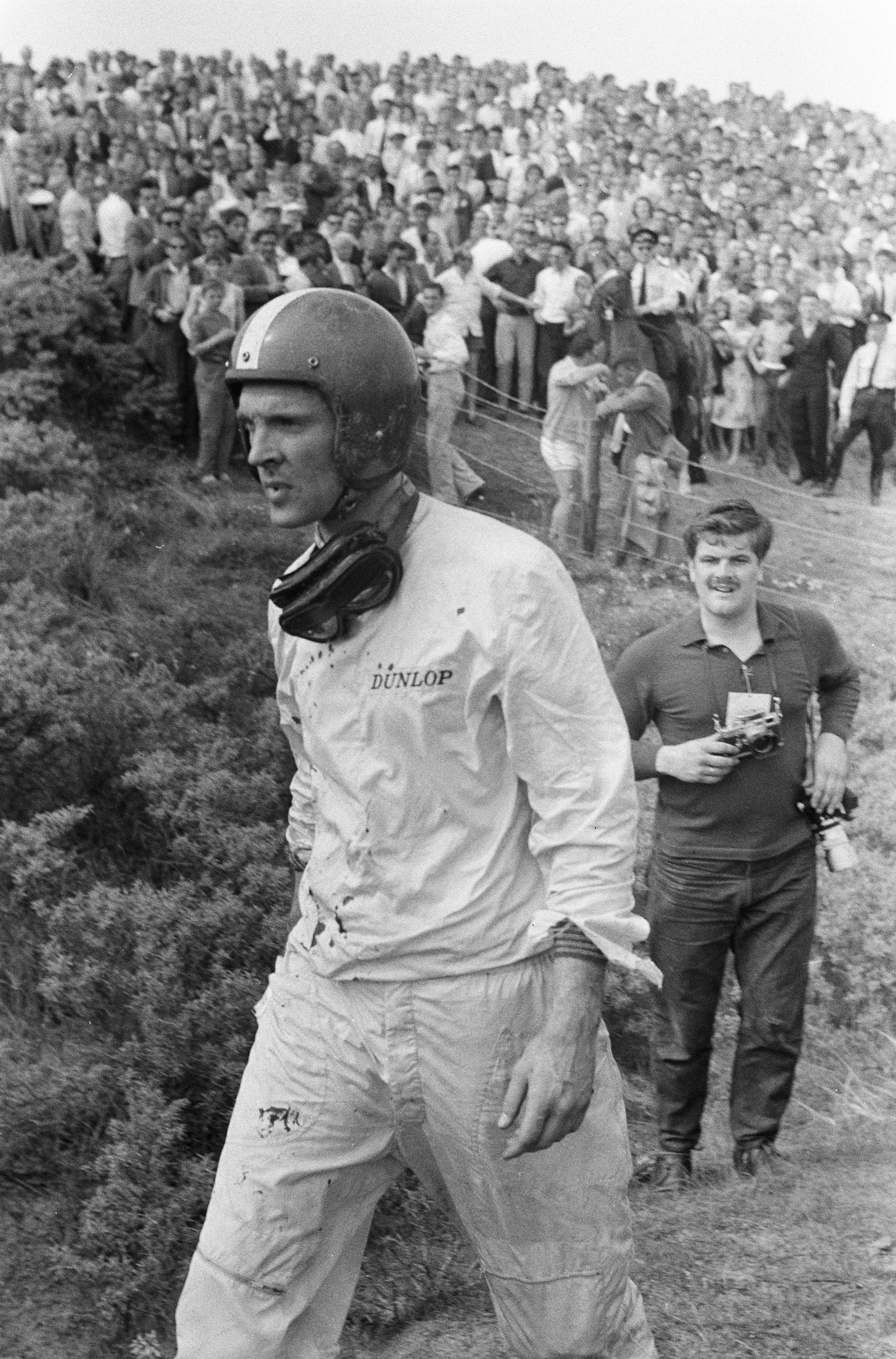
観客が死亡したが、ダン・ガーニーは無傷であった。

ブラバムはモスとのスタート勝負を制し、1周目からレースをリードした。モスの後にはアイルランドとステイシーが続き、ブラバムは3台のロータスを従えて走行した。2周目にステーシーはチームメイトのアイルランドを抜くが、すぐ後に抜き返された。その後方ではマクラーレンがフィル・ヒルを追い越した。3台のロータスが2位争いを繰り広げ、ブラバムは数秒間逃げることができた。4周目にはブルックスはギアボックスのトラブルで脱落した。マクラーレンは8周目にトランスミッションのトラブルでリタイアした。ブリストウは9周目にエンジントラブルでリタイアした。
レースはその後、ダン・ガーニーの重大事故の陰に隠れることとなった。5周目にガーニーは急なヘアピンカーブでブレーキトラブルのためコースアウト、マシンは転覆した。彼のマシンは制限区域に侵入していた観客と衝突し、観客は死亡した。大きな事故にもかかわらず、ガーニーは無傷であった。この事故は1960年シーズンにおける一連の死亡事故の最初となった。ベルギーGPではステーシーとブリストウが死亡事故を起こしている。
他車のリタイアとオーバーテイクによってクラークはチームメイトのアイルランド、ステーシーに続く5位に浮上した。ブラバムは17周目に縁石でダメージを受け、モスはパンクが生じていた。モスはピットインしてパンクを修理、コースに復帰した。一方ロータスの3名、アイルランド、ステイシー、クラークはそれぞれ順位を上げ、グラハム・ヒルはこの3名の一角を崩し、クラークを追い抜いた。
トランティニアンは39周目にギアボックスのトラブルでリタイアした。クラークは42周目にトランスミッションのトラブルによりリタイアする。その後54周目にはフィル・ヒルとボニエが共にエンジントラブルでリタイアした。57周目にはステイシーがチームメイトのクラーク同様トランスミッションのトラブルでリタイアした。
ブラバムは全てのラップをリードして、アイルランドに24秒差で勝利した。このレースはブラバムのシーズン初勝利であった。ブラバムはこの後5連勝を果たす。クーパーにとってはオランダでの唯一の勝利となった。1960年シーズンは序盤4戦で4名の勝者が出ることとなった。アイルランド、グラハム・ヒルは初の表彰台を獲得した。モスはいくつかの対戦相手を追い抜き、グラハム・ヒルに次いで4位に入った。フェラーリのフォン・トリップスとギンサーは5位、6位となりポイントを獲得した。テイラーとド・ボーフォールがこれに続いた。ファステストラップはモスが記録した。ドライバーズランキングはマクラーレン、モスの順位は変わらず、ブラバムは4位、アイルランドは5位に浮上した。コンストラクターズランキングではクーパーがリードを7ポイントに広げ、ロータスはフェラーリを抜いて2位に浮上した。

## エントリーリスト
| チーム                                     | No. | ドライバー                         | シャシー                  | エンジン                  | タイヤ |
| ------------------------------------------ | --- | ---------------------------------- | ------------------------- | ------------------------- | ------ |
| スクーデリア・フェラーリ                   | 01  | フィル・ヒル                       | フェラーリ・ディーノ246F1 | フェラーリ 2.4 V6         | D      |
| スクーデリア・フェラーリ                   | 02  | ヴォルフガング・フォン・トリップス | フェラーリ・ディーノ246F1 | フェラーリ 2.4 V6         | D      |
| スクーデリア・フェラーリ                   | 02  | ヴォルフガング・フォン・トリップス | フェラーリ・ディーノ246P  | フェラーリ 2.4 V6         | D      |
| スクーデリア・フェラーリ                   | 03  | リッチー・ギンサー                 | フェラーリ・ディーノ256F1 | フェラーリ 2.4 V6         | D      |
| チーム・ロータス                           | 04  | イネス・アイルランド               | ロータス・18              | クライマックス 2.5 L4     | D      |
| チーム・ロータス                           | 05  | アラン・ステイシー                 | ロータス・18              | クライマックス 2.5 L4     | D      |
| チーム・ロータス                           | 06  | ジム・クラーク                     | ロータス・18              | クライマックス 2.5 L4     | D      |
| ロブ・ウォーカー・レーシングチーム         | 07  | スターリング・モス                 | ロータス・18              | クライマックス 2.5 L4     | D      |
| ヨーマン・クレジット・レーシングチーム     | 08  | クリス・ブリストウ                 | クーパー・T51             | クライマックス 2.5 L4     | D      |
| ヨーマン・クレジット・レーシングチーム     | 09  | トニー・ブルックス                 | クーパー・T51             | クライマックス 2.5 L4     | D      |
| ヨーマン・クレジット・レーシングチーム     | 10  | ヘンリー・テイラー                 | クーパー・T51             | クライマックス 2.5 L4     | D      |
| クーパー・カー・カンパニー                 | 11  | ジャック・ブラバム                 | クーパー・T53             | クライマックス 2.5 L4     | D      |
| クーパー・カー・カンパニー                 | 12  | ブルース・マクラーレン             | クーパー・T53             | クライマックス 2.5 L4     | D      |
| オーウェン・レーシング・オーガニゼーション | 14  | ヨアキム・ボニエ                   | BRM・P48                  | BRM 2.5 L4                | D      |
| オーウェン・レーシング・オーガニゼーション | 15  | ダン・ガーニー                     | BRM・P48                  | BRM 2.5 L4                | D      |
| オーウェン・レーシング・オーガニゼーション | 16  | グラハム・ヒル                     | BRM・P48                  | BRM 2.5 L4                | D      |
| デヴィッド・ブラウン・コーポレーション     | 17  | ロイ・サルヴァドーリ               | アストンマーティン・DBR4  | アストンマーティン 2.5 L6 | D      |
| スクーデリア・セントロ・スッド             | 18  | モーリス・トランティニアン         | クーパー・T51             | マセラティ 2.5 L4         | D      |
| スクーデリア・セントロ・スッド             | 19  | マステン・グレゴリー               | クーパー・T51             | マセラティ 2.5 L4         | D      |
| エキュリー・マールスベルゲン               | 20  | カレル・ゴダン・ド・ボーフォール   | クーパー・T51             | クライマックス 1.5 L4     | D      |
| リヴェントロウ・オートモビルズ・インク     | 21  | ランス・リヴェントロウ             | スカラブ・タイプ1         | スカラブ 2.4 L4           | D      |
| リヴェントロウ・オートモビルズ・インク     | 22  | チャック・デイ                     | スカラブ・タイプ1         | スカラブ 2.4 L4           | D      |

## 結果

### 予選
| 順位 | ドライバー                         | コンストラクター        | タイム | 最高速      | グリッド |
| ---- | ---------------------------------- | ----------------------- | ------ | ----------- | -------- |
| 01   | スターリング・モス                 | ロータス-クライマックス | 1:33.2 | 161.96 km/h | 01       |
| 02   | ジャック・ブラバム                 | クーパー-クライマックス | 1:33.4 | 161.61 km/h | 02       |
| 03   | イネス・アイルランド               | ロータス-クライマックス | 1:33.9 | 160.75 km/h | 03       |
| 04   | ヨアキム・ボニエ                   | BRM                     | 1:34.3 | 160.07 km/h | 04       |
| 05   | グラハム・ヒル                     | BRM                     | 1:35.1 | 158.73 km/h | 05       |
| 06   | ダン・ガーニー                     | BRM                     | 1:35.2 | 158.56 km/h | 06       |
| 07   | クリス・ブリストウ                 | クーパー-クライマックス | 1:35.3 | 158.39 km/h | 07       |
| 08   | アラン・ステイシー                 | ロータス-クライマックス | 1:35.4 | 158.23 km/h | 08       |
| 09   | ブルース・マクラーレン             | クーパー-クライマックス | 1:35.7 | 157.73 km/h | 09       |
| 10   | トニー・ブルックス                 | クーパー-クライマックス | 1:36.0 | 157.24 km/h | 10       |
| 11   | ジム・クラーク                     | ロータス-クライマックス | 1:36.3 | 156.75 km/h | 11       |
| 12   | リッチー・ギンサー                 | フェラーリ              | 1:36.3 | 156.75 km/h | 12       |
| 13   | フィル・ヒル                       | フェラーリ              | 1:36.4 | 156.59 km/h | 13       |
| 14   | ヘンリー・テイラー                 | クーパー-クライマックス | 1:36.4 | 156.59 km/h | 14       |
| 15   | ヴォルフガング・フォン・トリップス | フェラーリ              | 1:36.7 | 156.10 km/h | 15       |
| 16   | モーリス・トランティニアン         | クーパー-マセラティ     | 1:38.5 | 153.25 km/h | 16       |
| 17   | カレル・ゴダン・ド・ボーフォール   | クーパー-クライマックス | 1:41.7 | 148.42 km/h | 17       |

### 決勝
| 順位 | No | 国籍                 | ドライバー                         | コンストラクター        | 周回 | タイム/リタイア原因     | グリッド | ポイント |
| ---- | -- | -------------------- | ---------------------------------- | ----------------------- | ---- | ----------------------- | -------- | -------- |
| 1    | 11 | オーストラリアの旗   | ジャック・ブラバム                 | クーパー-クライマックス | 75   | 2:01:47.2               | 2        | 8        |
| 2    | 4  | イギリスの旗         | イネス・アイルランド               | ロータス-クライマックス | 75   | + 24.0                  | 3        | 6        |
| 3    | 16 | イギリスの旗         | グラハム・ヒル                     | BRM                     | 75   | + 56.6                  | 5        | 4        |
| 4    | 7  | イギリスの旗         | スターリング・モス                 | ロータス-クライマックス | 75   | + 57.7                  | 1        | 3        |
| 5    | 2  | ドイツの旗           | ヴォルフガング・フォン・トリップス | フェラーリ              | 74   | + 1 Lap                 | 15       | 2        |
| 6    | 3  | アメリカ合衆国の旗   | リッチー・ギンサー                 | フェラーリ              | 74   | + 1 Lap                 | 12       | 1        |
| 7    | 10 | イギリスの旗         | ヘンリー・テイラー                 | クーパー-クライマックス | 70   | + 5 Laps                | 14       |          |
| 8    | 20 | オランダの旗         | カレル・ゴダン・ド・ボーフォール   | クーパー-クライマックス | 69   | + 6 Laps                | 18       |          |
| Ret  | 5  | イギリスの旗         | アラン・ステイシー                 | ロータス-クライマックス | 57   | トランスミッション      | 8        |          |
| Ret  | 14 | スウェーデンの旗     | ヨアキム・ボニエ                   | BRM                     | 54   | エンジン / アクシデント | 4        |          |
| Ret  | 1  | アメリカ合衆国の旗   | フィル・ヒル                       | フェラーリ              | 54   | エンジン                | 13       |          |
| Ret  | 6  | イギリスの旗         | ジム・クラーク                     | ロータス-クライマックス | 42   | トランスミッション      | 11       |          |
| Ret  | 18 | フランスの旗         | モーリス・トランティニアン         | クーパー-マセラティ     | 39   | ギアボックス            | 17       |          |
| Ret  | 15 | アメリカ合衆国の旗   | ダン・ガーニー                     | BRM                     | 11   | ブレーキ / アクシデント | 6        |          |
| Ret  | 8  | イギリスの旗         | クリス・ブリストウ                 | クーパー-クライマックス | 9    | エンジン                | 7        |          |
| Ret  | 12 | ニュージーランドの旗 | ブルース・マクラーレン             | クーパー-クライマックス | 8    | トランスミッション      | 9        |          |
| Ret  | 9  | イギリスの旗         | トニー・ブルックス                 | クーパー-クライマックス | 4    | ギアボックス            | 10       |          |
| DNS  | 17 | イギリスの旗         | ロイ・サルヴァドーリ               | アストンマーティン      |      | 不出走                  |          |          |
| DNS  | 19 | アメリカ合衆国の旗   | マステン・グレゴリー               | クーパー-マセラティ     |      | 不出走                  |          |          |
| DNS  | 21 | アメリカ合衆国の旗   | ランス・リヴェントロウ             | スカラブ                |      | 不出走                  |          |          |
| DNS  | 22 | アメリカ合衆国の旗   | チャック・デイ                     | スカラブ                |      | 不出走                  |          |          |

## メモ
- ポールポジション: スターリング・モス - 1:33.2
- ファステストラップ: スターリング・モス - 1:33.8
- イネス・アイルランドとグラハム・ヒル（初のポイント獲得でもある）は初の表彰台。
- 2度のワールドチャンピオン、ジム・クラーク初のレース。

## 第4戦終了時点でのランキング
|    | 順位 | ドライバー             | ポイント |
| -- | ---- | ---------------------- | -------- |
|    | 1    | ブルース・マクラーレン | 14       |
|    | 2    | スターリング・モス     | 11       |
|    | 3    | ジム・ラスマン         | 8        |
| 22 | 4    | ジャック・ブラバム     | 8        |
| 9  | 5    | イネス・アイルランド   | 7        |

|   | 順位 | コンストラクター        | ポイント |
| - | ---- | ----------------------- | -------- |
|   | 1    | クーパー-クライマックス | 22       |
| 1 | 2    | ロータス-クライマックス | 15       |
| 1 | 3    | フェラーリ              | 12       |
| 1 | 4    | BRM                     | 6        |
| 1 | 5    | クーパー-マセラティ     | 3        |

- 注: ドライバー、コンストラクター共にトップ5のみ表示。

## 参照
1. ↑  『F1全史 1956 - 1960』 ニューズ出版、1999年、99頁。
2. ↑  “Dutch GP, 1960 Race Report”.   Grandprix.com. 2015年9月8日閲覧。
3. ↑  http://www.nascar.com/2008/news/opinion/04/17/retro.racing.dgurney/1.html Aumann, Mark. NASCAR.com opinion writer. "Gurney was the sport's first 'road course ringer' " 17 April 2008

| 前戦 1960年インディ500            | FIA F1世界選手権 1960年シーズン | 次戦 1960年ベルギーグランプリ     |
| 前回開催 1959年オランダグランプリ | オランダグランプリ              | 次回開催 1961年オランダグランプリ |